# Borussia Halle
Die Spielvereinigung Borussia 02 Halle war ein deutscher Fußballverein aus Halle (Saale), der von 1902 bis 1945 existierte. Der Club agierte neben den großen Halleschen Vereinen des VfL 1896, Sportfreunde Halle sowie Wacker Halle in der Meisterschaft des Saalegau.

## Verein
Borussia Halle wurde im Jahr 1902 unter der Bezeichnung Spvgg. Borussia 02 Halle gegründet. Die Borussen traten innerhalb des Verbandes Mitteldeutscher Ballspiel-Vereine in der Meisterschaft des Saalegau an. Größter Erfolg der Vereinsgeschichte war das Erreichen des Finales der Mitteldeutschen Meisterschaft 1915/16, in dem Borussia Halle nach Siegen über Wacker Helbra, Viktoria Magdeburg und Wacker Gotha dem FC Eintracht Leipzig mit 0:4 unterlag.
1929 qualifizierten sich die Hallenser erneut für die mitteldeutsche Endrunde. Nach einem 3:1-Sieg gegen den sächsischen Vertreter SpVgg Falkenstein unterlag die Borussia im Viertelfinale der SpVgg Erfurt mit 0:1.
Im Mitteldeutschen Pokal unterlag der Club im Jahr 1929 dem klar favorisierten CBC von 1899 noch vorzeitig, im Folgejahr erreichte Halle über den SC 06 Oberlind gegen Wacker Leipzig das Halbfinale. In der Folgezeit spielte der Club im mitteldeutschen Fußball keine höherklassige Rolle, 1944/45 trat die Borussia noch einmal kurzzeitig in der Gauliga Mitte an.
1945 wurde Borussia Halle aufgelöst, eine Neugründung wurde nicht vollzogen.

## Erfolge
- Mitteldeutsche Fußballmeisterschaft
  - Vize-Meister: 1916
- Teilnahme Gauliga Mitte: 1944/45